# Olympisk murmeldyr
Olympisk murmeldyr (latin: Marmota olympus) er en art af murmeldyr, som kun findes i staten Washington i USA, hvor den lever på bjergskråninger på Olympic-halvøen. Dens nærmeste slægtning er det grå murmeldyr og Vancouvermurmeldyret. I 2009 blev arten erklæret for endemisk i Washington, og det er officielt landpattedyr i staten.

## Beskrivelse
Det olympiske murmeldyr er på størrelse med en almindelig huskat, der kan veje op til 8 kg om sommeren. Blandt murmeldyrene finder man den største kønsdimorfisme hos denne art, idet hannerne i gennemsnit vejer 23 % mere end hunnerne. Det olympiske murmeldyr kendes på et bredt hoved, små øjne og ører, korte ben og en lang, busket hale. Dets skarpe, afrundede kløer er vigtige til at grave hulesystemer. Farven på pelsen varierer med årstiden og dyrets alder, men et normalt, udvokset individ har brun pels med mindre, hvidlige pletter det meste af året.

## Levevis
Det olympiske murmeldyr lever hovedsageligt af planter, som det finder i engområder, herunder græsarter, også tørre strå, der desuden anvendes til redebygning i hulerne. Det efterstræbes af rovdyr, både på jorden og i luften, men den største trussel kommer fra prærieulve. Inden for sit leveområde er arten ganske almindeligt forekommende, og World Conservation Union har vurderet arten til at være "ikke truet". Det er fredet i Olympic National Park, hvor størstedelen af populationen af arten lever.
Hulerne, som det olympiske murmeldyr graver, graves i kolonier og findes i bjergrige områder i varierende størrelser. En koloni kan omfatte ned til en enkelt familie eller mange familier med op imod 40 dyr. Der er tale om meget sociale murmeldyr, der ofte kan finde på at slås for sjov, og som bruger op til fire forskellige fløjtetoner til kommunikation. De går i dvale i begyndelsen af september, hvorpå de ikke tager føde til sig, så de taber halvdelen af deres vægt, inden de vågner op igen i maj (for de fuldvoksne dyr) eller begyndelsen af juni (for de unge dyr). Hunnerne er kønsmodne som treårige, og de får kuld på 1-6 unger hvert andet år.